# Bugsy et Mugsy
Pour plus de détails, voir Fiche technique et Distribution.
Bugsy et Mugsy (Bugsy and Mugsy) est un court métrage d'animation américain de la série Looney Tunes réalisé par Friz Freleng et sorti en 1957, avec Bugs Bunny, Rocky et Mugsy.

## Fiche technique
- Titre : Bugsy et Mugsy
- Titre original : Bugsy and Mugsy
- Réalisation : Friz Freleng
- Cadrage : Hawley Pratt
- Décors : Boris Gorelick
- Animation : Gerry Chiniquy, Arthur Davis, Virgil Ross
- Montage : Treg Brown
- Musique : Carl Stalling, Milt Franklyn
- Production : Eddie Selzer
- Société de production : Warner Bros. Pictures
- Pays de production : États-Unis
- Langue : anglais
- Format : couleur (Technicolor) - 35 mm - 1,37:1 - son mono
- Durée : 7 minutes
- Date de sortie :
  - États-Unis : 31 août 1957